# 普济州
普济州，元朝时设置的州。
至元十五年（1278年）置，治所在今四川省米易县西北，属定昌路。二十三年改隶德昌路。明朝洪武十五年（1382年）属德昌府。永乐二年（1404年）改为普济长官司。 